# UCS Spirit
UCS Spirit ist ein US-amerikanisches Unternehmen mit Sitz in Minden, Nevada, das sich auf Leichtathletik-Ausrüstung spezialisiert hat. Sie sind vor allem für ihre Stabhochsprungstäbe aus Fiberglas bekannt. UCS Spirit verkauft auch andere Bahnausrüstungen wie Wurfgeräte, Hürden und Landematten. Die Produktion und der Verkauf ihrer Produkte begann 1987.

## Geschichte
Das Unternehmen wurde als Universal Canvas and Sling, Inc. in den späten 1960er Jahren durch Lou Schwartz und seine Familie gegründet. In ihrer Fabrik in Hackensack, New Jersey, stellten sie Segeltuchprodukte wie Markisen und Bootsabdeckungen her. Sohn Jeff Schwartz sah die Gelegenheit, Stabhochsprung und Hochsprung-Landungsgruben zu schaffen. Das Unternehmen setzte sich mit Trainer Bill Bowerman von der Leichtathletikmannschaft der University of Oregon in Verbindung. Es wurde vereinbart, dass die Stabhochsprungmatte bei den bevorstehenden nationalen AAU-Meisterschaften präsentiert werden sollte. Nach dem Treffen bat Coach Bowerman um den Kauf der Matte.
Jahre später wuchs Universal Canvas and Sling, Inc. zu einer Mattenproduktionsfirma heran, als Jeffs Bruder Larry Schwartz in die Firma eintrat. Die Brüder schlossen sich mit Steve Chappell zusammen, um eine Reihe von Stabhochsprungstäben aus Fiberglasmaterial zu entwickeln. Chappell und sein Geschäftspartner Lane Maestretti hatten bereits in Carson City, Nevada, an Stabhochsprungstäben gearbeitet. Fiberglasmasten steckten zu dieser Zeit noch in den Kinderschuhen. Gemeinsam baute die Gruppe 1987 die UCS Spirit Sprungstange. Ein Jahr später stellte Serhij Bubka den ersten von 12 Weltrekorden auf einer UCS-Stange auf.
Im Februar 2017 verlegte UCS Spirit seinen Standort von Carson City, Nevada, in eine 6.000 Quadratfuß große Einrichtung in Minden, Nevada.